# 増田町 (稲沢市)
増田町（ましたちょう）は、愛知県稲沢市の地名。

## 歴史

### 沿革
- 1889年（明治22年） - 中島郡増田村が同郡市田村大字増田となる[1]。
- 1906年（明治39年） - 大里村大字増田となる[1]。
- 1955年（昭和30年） - 稲沢町大字増田となる[1]。
- 1958年（昭和33年） - 稲沢市増田町となる[1]。
- 1967年（昭和42年） - 一部が増田北町・増田東町・増田西町・増田南町に編入される[1]。
- 1981年（昭和56年） - 一部が中之庄海道町に編入される[1]。

### WEB
1. ↑  “読み仮名データの促音・拗音を小書きで表記するもの(zip形式) 愛知県” (zip).   日本郵便 (2024年2月29日). 2024年3月26日閲覧。
2. ↑  “市外局番の一覧” (PDF).   総務省 (2022年3月1日). 2022年3月22日閲覧。
3. ↑  “ナンバープレートについて”.   一般社団法人愛知県自動車会議所. 2024年1月21日閲覧。

### 書籍
1. 1 2 3 4 5 6  「角川日本地名大辞典」編纂委員会 1989, p. 1242.